# Washboard

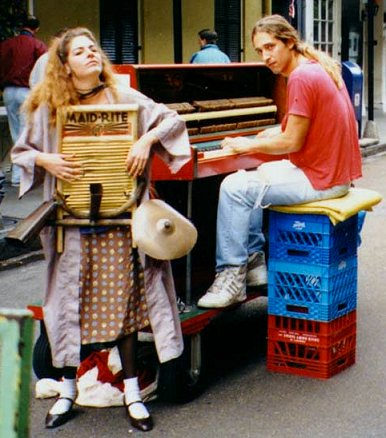
Washboard sendo utilizado como instrumento musical.

A washboard (traduzido como "tábua de lavar") foi utilizada como instrumento musical primeiramente nos Estados Unidos. É comum adicionarem-se acessórios para uma maior variedade sonora, muitas vezes usando material de sucata: latas, panelas, blocos de madeira, cornetas de bicicleta, sinos, etc. Para as tocar usam-se colheres, dedais de costura, paus, vassouras de bateria, entre outros.
Atualmente, a tábua de lavar está sendo difundida no Brasil, principalmente por músicos de rua, jug bands e também recentemente vem sendo utilizada por ritmistas de grupos de jazz cigano, ou jazz manouche.

## História
As washboards americanas, feitas de metal, para esfregar e limpar roupa, são na realidade objetos bastante modernos criados durante o século 19. Acredita-se que as suas origens venham da Escandinávia, onde tábuas de madeira eram comuns e cuja disseminação para outros países ocorreu também durante o século 19.
A primeira patente para uma washboard de “fluted tin, sheet iron, copper or zink” surgiu em 1833, em nome de Stephen Rust of Manlius.
A tábua de lavar era regularmente utilizada pela comunidade afro-americana do século XIX, é natural que a sua adaptação a instrumento musical tenha surgido no seu seio. Os donos das plantações não permitiam tambores pois tinham receio que os escravos os usassem para potencializar alguma revolta. Assim, os escravos faziam ritmos com os seus pés e mãos em diferentes partes do corpo para produzir sons diferentes (hamboning) assim como qualquer objecto que estivesse à mão: garrafas, colheres, banheiras e claro placas de lavar roupa (washboards).
Cantar enquanto se lava a roupa era natural, e um ritmo de suporte na tábua melhorava quanti e qualitativamente o som. Aliás, o momento de irem ao rio lavar a roupa proporcionava aos escravos um “momento de maior liberdade”, onde podiam expressar-se sem a presença das restrições dos “donos”.
Rapidamente a washboard tornou-se um instrumento de percussão de “amadores” com bastante disseminação, ganhando espaço na secção rítmica do Jazz de Nova Orleans (Trad Jazz), Blues e Bluegrass, entre outros estilos.
A maior referência de músico washboarder atualmente é David Langlois.